# Erik Sjöberg (tecknare)
Erik Sjöberg, född 19 augusti 1885 i Leksands socken, död 3 augusti 1961 i Tibble, var en svensk måleriarbetare, målare och tecknare.
Han var son till Anders Persson Sjöberg och gift med Kristina Lovisa Lind samt far till Nils Erik Clarens Sjöberg. Han var som konstnär autodidakt och deltog upprepade gånger i utställningar arrangerade av Dalarnas konstförening under 1940- och 1950-talen. En minneskollektion med hans och August Berglund samt Jobs Per Perssons konst visades på kommunhuset i Leksand 1964. Hans konst består av porträtt, figurstudier och landskapsskildringar utförda i olja och teckning. Sjöberg är representerad vid Leksands konstgalleri.

### Fotnoter
1. ↑  Sveriges dödbok 1901-2013, DVD-ROM